# Симфонія № 6 (Прокоф'єв)
Симфонія № 6, мі-бемоль мінор тв. 111  — симфонія Сергія Прокоф'єва, написана у 1947 році. Вперше виконана 11 жовтня 1947 року у Ленінграді, диригував Є.Мравінський. Цю симфонію розглядають як елегію пам'яті жертв другої світової війни, порівнюючи з урочистішою П'ятою.

## Характеристика
Робота над симфонією тривала з весни 1945 року, попри серйозну хворобу композитора.У 1947 році одночасно із завершенням шостий симфонії Прокоф'єв переробив партитуру четвертої.
Порівнюючи цю симфонію із попередньою І. Мартинов відзначав: «За своїм образним змістом і жанровим характером шоста симфонія є повною протилежністю п'ятої: епос поступається місцем ліриці. І все ж обидва твори близькі одна одній: вони відображають в різних сферах пережите в роки війни. Музика шостий симфонії приваблює глибокою щирістю і шляхетністю».
Музичні критики не раз відзначали, що музика другої частини шостої симфонії нагадує Adagio із «Ромео і Джульєти» або «Попелюшки». І. Мартинов лише частково поділяв таку оцінку: «В якійсь мірі це вірно, але, як і будь-яке порівняння, має і зворотну сторону: можна говорити не тільки про проникнення балетної музики в симфонію, але, з ще більшими підставами, про симфонізацію балету, приклади чого можна знайти в прокоф'євському  Adagio . І якщо відзначати їх внутрішню спорідненість з другою частиною шостою симфонії, то вона виражається в дифірамбічному настрої, вираженому в спокої мелодичного руху».
Незважаючи на великий успіх симфонії на прем'єрі, її виконавська доля склалася важко. Вже невдовзі після ї прем'єри 10 лютого 1948 року виходить Постанова ЦК ВКПб про оперу «Великая Дружба» Мураделі а 20 лютого арештовують дружину С. Прокоф'єва Ліну.

## Структура
Симфонія складається з 3-х частин:
1. Allegro moderato
2. Largo
3. Vivace

Загальна тривалість — понад 40 хвилин.
Написана симфонія для великого симфонічного оркестру (потрійний склад духових)